# Ctenomys lewisi
Ctenomys lewisi és una espècie de mamífer rosegador de la família dels ctenòmids. És endèmic del departament de Tarija (Bolívia), on viu a altituds d'entre 2.600 i 4.000 msnm. Es tracta d'un animal herbívor que excava per trobar els tubercles i les arrels que formen la seva dieta. El seu hàbitat natural són els herbassars de l'altiplà andí. És una espècie en risc mínim, és a dir, no sembla que hi hagi cap amenaça significativa per a la seva supervivència.
Aquest tàxon fou anomenat en honor de l'empresari britànic John Spedan Lewis, fundador de la John Lewis Partnership i mecenes de nombroses expedicions científiques.